# Y2K EP
Y2K è un EP album in studio del gruppo musicale metalcore statunitense Converge, pubblicato nel 1999 dalla Equal Vision Records solo in vinile e, in tiratura limitata di copie, in occasione del tour europeo del '99.

## Il disco
Le tre tracce dell'EP sono tutte cover.

## Tracce
- Lato A

1. Serial Killer (cover dei Vio-Lence) - 2:37
2. Snowblind (cover dei Black Sabbath) - 4:29

- Lato B

1. Disintegration (cover dei The Cure) - 6:42

## Formazione
- Jacob Bannon - voce
- Kurt Ballou - chitarra
- Aaron Dalbec - chitarra
- Nate Newton - basso
- Damon Bellorado - batteria